# 순더 컬츄럴 센터
순더 컬츄럴 센터는 중국 푸산구에 제안된 마천루로 전망용타워이며 층수는 하층부 4층 고층부 1층으로 나누어진다.